# Lamprosema puncticostalis
Lamprosema puncticostalis là một loài bướm đêm trong họ Crambidae.